# Alfred Abegg (Politiker, 1914)
Alfred Abegg (* 18. November 1914 in Arbon, TG; † 13. August 1998 in Kreuzlingen) war ein Schweizer Politiker (SP).

## Biografie
Abegg wurde in Arbon als Sohn eines Metallarbeiters geboren. Er besuchte 1930 bis 1934 das Lehrerseminar Kreuzlingen. Anschliessend war er von 1935 bis 1946 Lehrer in Salen-Reutenen und von 1946 bis 1958 in Kreuzlingen. Er war Mitglied der SP und wirkte von 1949 bis 1955 als Gemeinderat, dann bis 1958 als Stadtrat und schliesslich bis 1972 als Stadtammann (heute Stadtpräsident) von Kreuzlingen.
Abegg war von 1951 bis 1972 Thurgauer Kantonsrat, 1961/62 Grossratspräsident und von 1972 bis 1980 Regierungsrat des Kantons Thurgau als Chef des Departements für Sanität und Erziehung. Er erwarb sich grosse Verdienste um die Reorganisation des thurgauischen Spitalwesens. Unter ihm wurden 1978 das Unterrichts- und 1976 das Stipendiengesetz verabschiedet. Von 1963 bis 1971 war er Mitglied des Nationalrates.